# 郭德權
郭德權（1900年6月5日—1989年3月16日），字守經。原籍山東蓬萊，清中葉遷居黑龍江省璦琿縣。民國37年（1948年）在黑龍江省選區當選第一屆立法委員

## 生平[1][2][3][4][5]
- 煙台海軍學堂
- 廣州大沙頭航空班
- 黑龍江陸軍軍官養成所
- 南京陸軍大學研究院戰略研究系
- 陸軍大學第八期畢業
- 陸軍大學兵學研究院第二期畢業
- 美國陸軍參謀指揮大學情報班肄業
- 南京陸軍大學兵學教官
- 美國堪薩斯萊汶渥次研究院研究
- 民國17年，首創黑龍江省龍江縣林甸、嫩江、璦琿、黑河汽車通行
- 民國24年4月30日，任陸軍步兵上校[6]
- 民國24年5月17日，任陸軍大學校兵學教官[7]
- 民國25年，陪楊杰次長偵查洛陽、鄭州、開封、徐州、鎮江、寧波抗戰要線
- 軍事委員會外事局辦公廳主任
- 民國26年10月19日，免陸軍大學校兵學教官，任駐美大使館陸軍武官[8]
- 民國29年，赴香港迎麥格魯特使
- 民國31年，任駐蘇正武官
- 民國34年，蒙亞力山大元帥邀赴北非地中海、義大利觀戰
- 民國34年11月，任我國出席聯合國組織軍事副代表
- 民國35年，任國民政府參軍，恭迎先總統蔣公就職
- 民國36年5月21日，國民政府少將參軍[9]
- 民國37年，當選立法委員
- 民國38年7月12日，晉任陸軍中將[10]
- 民國78年3月16日病逝[11]